# Cultivo de algas

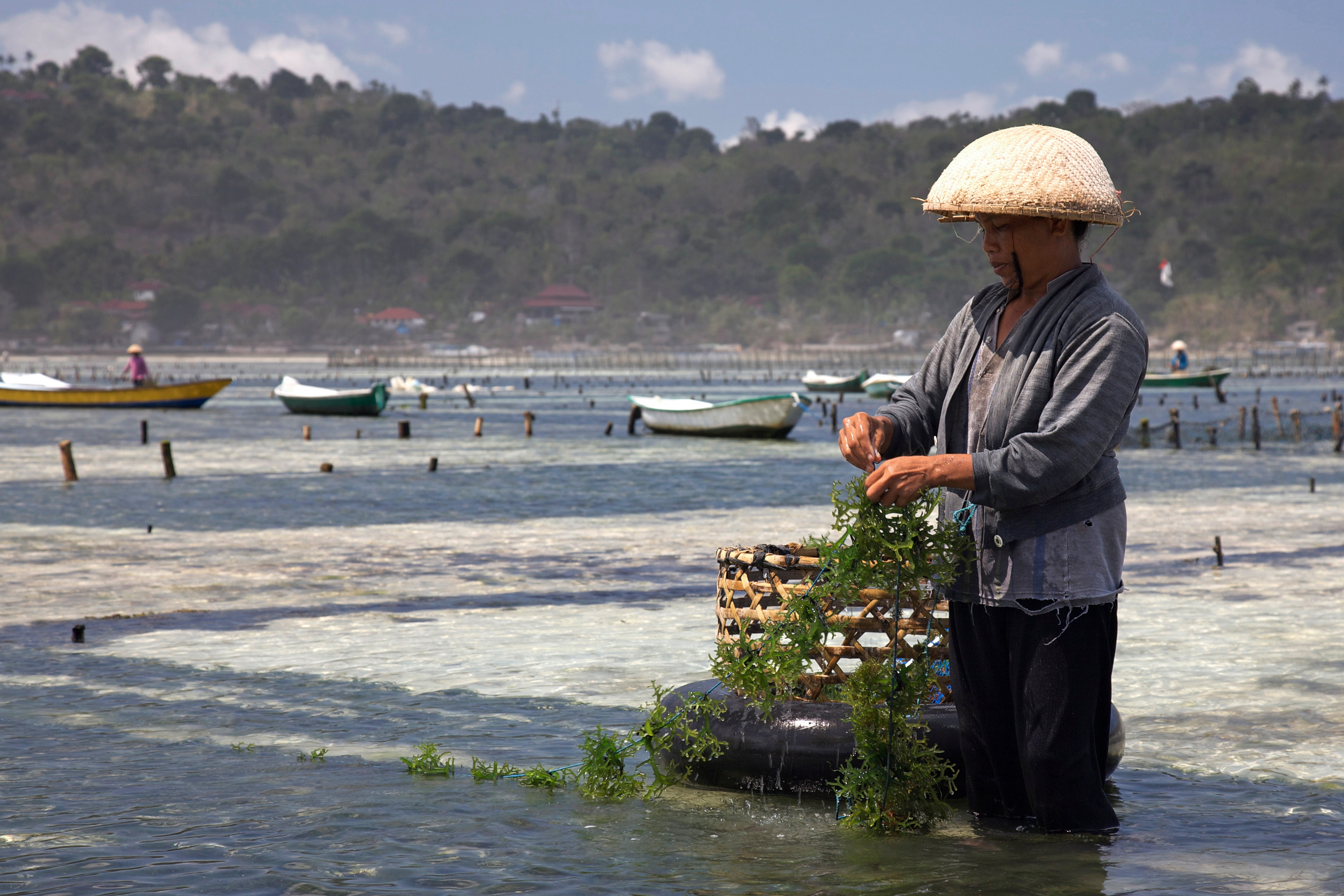
En Indonesia.

El cultivo de algas o alguicultura es una forma de acuicultura que se preocupa del cultivo de especies de algas. La mayoría de las algas cultivadas caen dentro de la categoría de microalgas, entre la que se encuentran el fitoplancton, las micrófitas, etc.
Las macroalgas, comúnmente conocidas como algas, tienen también muchos usos comerciales e industriales, pero debido a su tamaño y los requerimientos específicos del ambiente que necesitan para crecer, no son muy fáciles de cultivar a gran escala como las microalgas y son cosechadas directamente del océano.

## Historia y usos de las algas

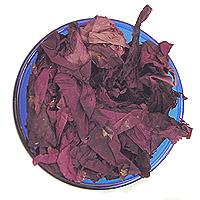
Dulse, es una de las muchas algas comestibles.

Presumiblemente, el primer uso de las algas fue como comida. Un ejemplo es la envoltura del sushi. Otras especies también son comestibles, tal como la spirulina y la dulse (Palmaria palmata). La dulse es un alga roja comercializada particularmente en Irlanda y Canadá atlántico. Se come cruda, fresca, seca o cocinada como espinaca.
La Spirulina es un alga cianófita con una gran historia como fuente de alimentos en África Oriental y México precolonial. Debido a su alto contenido en proteínas y otros nutrientes, se usa comúnmente como suplemento alimenticio y como tratamiento para la desnutrición.
La Chlorella, otra microalga popular, tiene una composición nutricional similar a la de la Spirulina, pero es única por ser la fuente del "factor de crecimiento de la Chlorella", un fitoquímico potente que ha mostrado el aumentar el crecimiento en animales y niños, y una pared celular con afinidad para los metales pesados y venenos, particularmente Mercurio (elemento). La pared celular se une a la toxina y la remueve del cuerpo. La Chlorella es muy popular en Japón y es uno de los suplementos más prescritos en el país.
La Porphyra, también es recolectada y usada en varias de formas.
La industria de gomas marinas o ficocoloides requiere de la producción sostenida de algas marinas, las cuales en su mayoría provienen de granjas en el mar. En las regiones tropicales, el cultivo de algas marinas tiene un gran impacto socioeconómico debido a que genera empleo directo a más de 60 mil familias en el SE de Asia (principalmente Filipinas, Indonesia, Malasia y Vietnam), África Oriental y más recientemente en la India. La principal especie que se cultiva es el alga roja Kappaphycus alvarezii productora de kappa-carragenina, una goma o coloide de amplio uso como estabilizante en la industria de alimentos, cosméticos y medicamentos. 
En la región del Caribe y Brasil, K. alvarezii, también conocida comercialmente como Eucheuma cottonii o simplemente cottonii, ha sido introducida desde hace más de 20 años con miras a generar empleo y diversificar las actividades económicas de comunidades costeras deprimidas. Experiencias en la península de Yucatán (México), Cuba, Venezuela, Colombia y Brasil han dado resultados favorables y es posible crear nuevas industrias con integración vertical para su procesamiento local y sustitución de importaciones.
Los métodos y sistemas de cultivo de algas empleados en mar abierto son simples y económicos, ya que no requieren los insumos tradicionales de la agricultura, evitando el uso de fertilizantes y pesticidas. Se usan balsas flotantes de madera y PVC con cuerdas de polipropileno para sujetar los implantes que crecen de manera vegetativa con ciclos de producción que varían entre 4 y 6 semanas, dependiendo de la fertilidad de lugar, la época del año y la cepa utilizada.
Desde el punto de vista ambiental y ecológico, el cultivo de algas marinas sirve de sustrato y refugio a muchas especies de peces e invertebrados que cumplen parte de su ciclo de vida, las algas además generan oxígeno disuelto aumentando la productividad primaria.
En cuanto a su producción, del total de la producción pesquera y acuícola mundial, que en el 2022 alcanzó los 223,2 millones de toneladas, 37,8 millones correspondieron a las algas (el resto,185,4 millones de toneladas, correspondieron a animales acuáticos).

### Combustible algal
Un equipo de expertos de la Universidad de Jaén (UJA), encabezado por Sebastián Sánchez Villasclaras, ha iniciado un estudio de investigación dirigido a la limpieza de aguas residuales terciarias a través de la microalga Botryococcus braunii, que produce grandes cantidades de hidrocarburos líquidos.
Las empresas de capital riesgo de Estados Unidos han decidido dar la espalda al etanol procedente del cultivo de maíz e invertir en productores que utilicen algas.
La ministra de Ciencia e Innovación, Cristina Garmendia, dentro del presupuesto extraordinario de 490 millones de euros que su departamento destinará a inversiones del Plan E (Plan Español para el Estímulo de la Economía y el Empleo), 23 millones tendrán como objetivo la construcción de un centros de investigación de algas para la captación de CO2 y producción de biocarburantes.
El reto de la producción a gran escala de microalgas con fines energéticos ha sido asumido a escala global por un gran número de empresas, y los avances en este campo se producen con rapidez. Algunos ejemplos son el reciente anuncio, realizado por la empresa Solazyme, de producción del primer keroseno de aviación producido a partir de biomasa de algas; la iniciativa del Carbon Trust británico destinando 26 millones de libras al desarrollo de estas tecnologías o bien el interés del DARPA norteamericano en las aplicaciones en el ámbito militar.
Actualmente, el desarrollo en España de tecnologías de producción de algas para su uso energético empieza a salir del ámbito de la investigación pura con el anuncio de la puesta en marcha de las primeras plantas comerciales. Estas son las de Muchamiel, que promueve la empresa alicantina BFS con el objetivo de producir energía eléctrica en una instalación de 30 MW de potencia, y la de Jerez de la Frontera, donde Aurantia, a través de la sociedad Celulosa Investment, pretende producir biocarburantes y otros productos en una instalación que serviría a la vez como sumidero de parte del CO2 emitido por la fábrica de cemento que Holcim tiene en esa localidad andaluza.

### Cultivo para celulosa
- La Universidad de Alicante (UA) instalará en su parque científico una planta piloto de obtención de celulosa a partir de microalgas.

### Cultivo para neumáticos
- Los neumáticos del futuro estarán hechos con algas marinas

- Datos: Q1464672
- Multimedia: Algaculture / Q1464672